# Arthromygalidae
Arthromygalidae Petrunkevitch, 1923 è una famiglia di ragni fossili del sottordine Mesothelae.

## Etimologia
Il nome deriva dal greco ᾶρθρον, àrthron, cioè articolazione, giuntura e μυγαλέη, mygaléi cioè toporagno, per la somiglianza a piccoli topi, ed il suffisso -idae, che designa l'appartenenza ad una famiglia.

## Caratteristiche
Si tratta di una famiglia estinta di ragni primitivi simili alle tarantole, al suo apice nel Carbonifero, circa 280 milioni di anni fa.

## Tassonomia
A febbraio 2015, di questa famiglia fossile sono noti otto generi:
- Arthromygale Petrunkevitch, 1923 †, Carbonifero
- Eolycosa Kušta, 1885 †, Carbonifero
- Geralycosa Kušta, 1888 †, Carbonifero
- Kustaria Petrunkevitch, 1953 †, Carbonifero
- Palaranea Frič, 1873 †, Carbonifero
- Protocteniza Petrunkevitch, 1949 †, Carbonifero
- Protolycosa Roemer, 1866 †, Carbonifero
- Rakovnicia Kušta, 1884a †, Carbonifero

### Genere prossimo
Il seguente genere fossile è stato ascritto all'ordine Mesothelae senza attribuirlo finora ad una delle famiglie già descritte. Per il momento è da ritenersi genere prossimo (plesion genus) in quanto potrebbe anche formare una nuova famiglia a sé con ulteriori studi e approfondimenti:
- Palaeothele Selden, 2000 †, Carbonifero